# 奥多吉
奥多吉公司（：／ Jusikhuisa Ottogi，或译不倒翁）是一家韩国食品公司，总部位于京畿道安养市。它成立於1969年5月，據說推出了韓國第一款本土製造的咖喱食品

## 歷史
- 1969年5月 - 奧多吉創立
- 1994年8月 - 韓國交易所掛牌上市

## 外部連結
- 官方网站 